# Йохан Кемерер фон Вормс
Йохан Кемерер фон Вормс (на немски: Johann Kämmerer von Worms; † 5 май 1363) е немски благородник, „кемерер“, господар на Вормс в Рейнланд-Пфалц.

## Произход
Той е син на Хайнрих Кемерер фон Вормс-Гунтхайм († 1316) и Гудула фон Мекенхайм († 1346), дъщеря на Фридрих фон Мекенхайм. Внук е на Хайнрих Камерариус († 1301) и Хедвиг фон Фризенхайм († 1308).

## Фамилия
Йохан Кемерер фон Вормс се жени пр. 6 юли 1359 г. за Елизабет фон Роденщайн, дъщеря на Конрад фон Роденщайн († пр. 1340) и фон Франкенщайн, дъщеря на рицар Конрад I фон Франкенщайн († сл. 1292) и Ирменгард фон Магенхайм († сл. 1292). Те имат две деца:
- Елизабет Кемерер фон Вормс († 15 декември 1388), омъжена I. или II. за фогт Йохан I фон Хунолщайн, господар на Цюш († 2/26 май 1396), II. или I. за Рупрехт I фон Рандек
- Хенихин Кемерер фон Вормс, наричан фон Роденщайн († пр. 1413)